# Sally Deaver
Sally Deaver Murray (* 14. Dezember 1933 in Philadelphia; † 14. August 1963 in Ambler, Pennsylvania) war eine US-amerikanische Skirennläuferin.

## Biografie
Deaver wurde als einzige Tochter des Chirurgen Joshua Deaver und seiner Frau Priscilla Sailer geboren. Sie wuchs in Whitemarsh, einem Vorort von Philadelphia auf. Bereits als Jugendliche zeigte sie vielseitiges sportliches Talent. Während ihrer Schulzeit an der Springside Mädchenschule in Philadelphia spielte sie Hockey, Basketball und Lacrosse. International bekannt wurde sie jedoch durch ihre Erfolge im alpinen Skirennsport.
Von 1952 bis 1959 gehörte Deaver der US-amerikanischen Skinationalmannschaft an. Mit dem Alta Cup, dem Roch Cup, dem Harriman Cup und dem Silver Belt gewann sie die namhaftesten Rennen der USA. 1956 wurde sie US-Meisterin im Slalom und im Riesenslalom. Im Jahr darauf konnte sie ihren Titel im Slalom verteidigen. Ihren international bedeutendsten Erfolg feierte Deaver 1958 bei den Skiweltmeisterschaften im österreichischen Bad Gastein. Überraschend gewann sie im Riesenslalom hinter der Kanadierin Lucille Wheeler die Silbermedaille. Dies blieb die einzige Medaille für die Vereinigten Staaten bei diesen Titelkämpfen.
Nach ihrem Rücktritt aus der Skinationalmannschaft widmete sie sich verstärkt ihrer Pferdeleidenschaft und schlug eine Karriere als Springreiterin ein. Im Sommer 1963 zog sich Deaver bei einem Reitunfall tödliche Verletzungen zu, als sie von ihrem Pferd abgeworfen wurde. Die Eltern von Sally Deaver stifteten ein Jahr nach ihrem Tod in Erinnerung an ihre Tochter den Sally Deaver Award, mit dem seit 1965 jährlich die US-Meisterin im Slalom ausgezeichnet wird.